# Chynínské buky
Chynínské buky jsou přírodní rezervace severovýchodně od Chynína v okrese Plzeň-jih. Jedná se o květnatou bučinu. Velká část lesů má přirozené druhové složení s dominantním bukem lesním. Důvodem ochrany a vyhlášení přírodní rezervace je zachovalost květnatých bučin, jedlobučin a reliktních borů.

## Historie
Přírodní rezervace Chynínské buky patří mezi nejstarší bučinové komplexy brdského pohoří. Můžeme jej nazývat brdským pralesem. Kvůli své vzdálené poloze sem od dávné historie nevedla žádná cesta, a tak se zde dřevo nezačalo těžit.
Přírodní rezervaci Chynínské buky s rozlohou téměř čtrnáct hektarů vyhlásilo Ministerstvo školství a národní osvěty v roce 1933.

## Přírodní poměry
Přírodní rezervace Chynínské buky se rozprostírá v nadmořské výšce od 680 do 750 metrů. Chráněné území se nachází v okrese Plzeň-jih, ve správním území obce Čížkov v katastrálním území Chynín. Přírodní rezervace je soustředěna na jihovýchodním svahu o sklonitosti 10 až 20 stupňů.

### Geologie
Přírodní rezervace Chynínské buky je mimo několik míst, kde vystupují nejtvrdší složky podloží tvořené buližníkem, kryta kvartérními sedimenty, které vznikly spolupůsobením půdotvorných faktorů. Nejdůležitější je zde mateční hornina, jejíž chemismus se velmi projevuje v chemismu půd. Mimo půdní vlhkosti podmíněné zrnitostním složením mateční horniny rozhoduje o úrodnosti půd. Půda má charakter kamenito - hlinité země.
Z půdních typů jsou zde zastoupeny nevyvinuté půdy v severozápadní části. Ve spodní části území se v okolí pramenišť vyskytuje hnědozem oglejená. Při realizovaném geologickém inventarizačním průzkumu bylo u obce Teslíny, která se nachází přibližně deset kilometrů od přírodní rezervace, pomocí vrtu do hloubky 150 metrů zjištěno následující složení hornin: droby, břidlice, sulfidické černé břidlice a silně karbonatizované bazalty. Horniny jsou kontaktně metamorfované. Všechny silicity vystupující na povrch přírodní rezervace nebyly ve vrtu zajištěny. Pruh je na jihovýchodní straně vrouben pinkovými poli, které byly založené na limonitových gosanech černých sulfidických břidlic, kde byl kdysi těžen limonit. Buližníková skalka má v přírodní rezervaci charakter mrazového srubu. Přírodní rezervace Chynínské buky je soustředěna na jihovýchodním svahu o sklonu 10 až 20 stupňů.

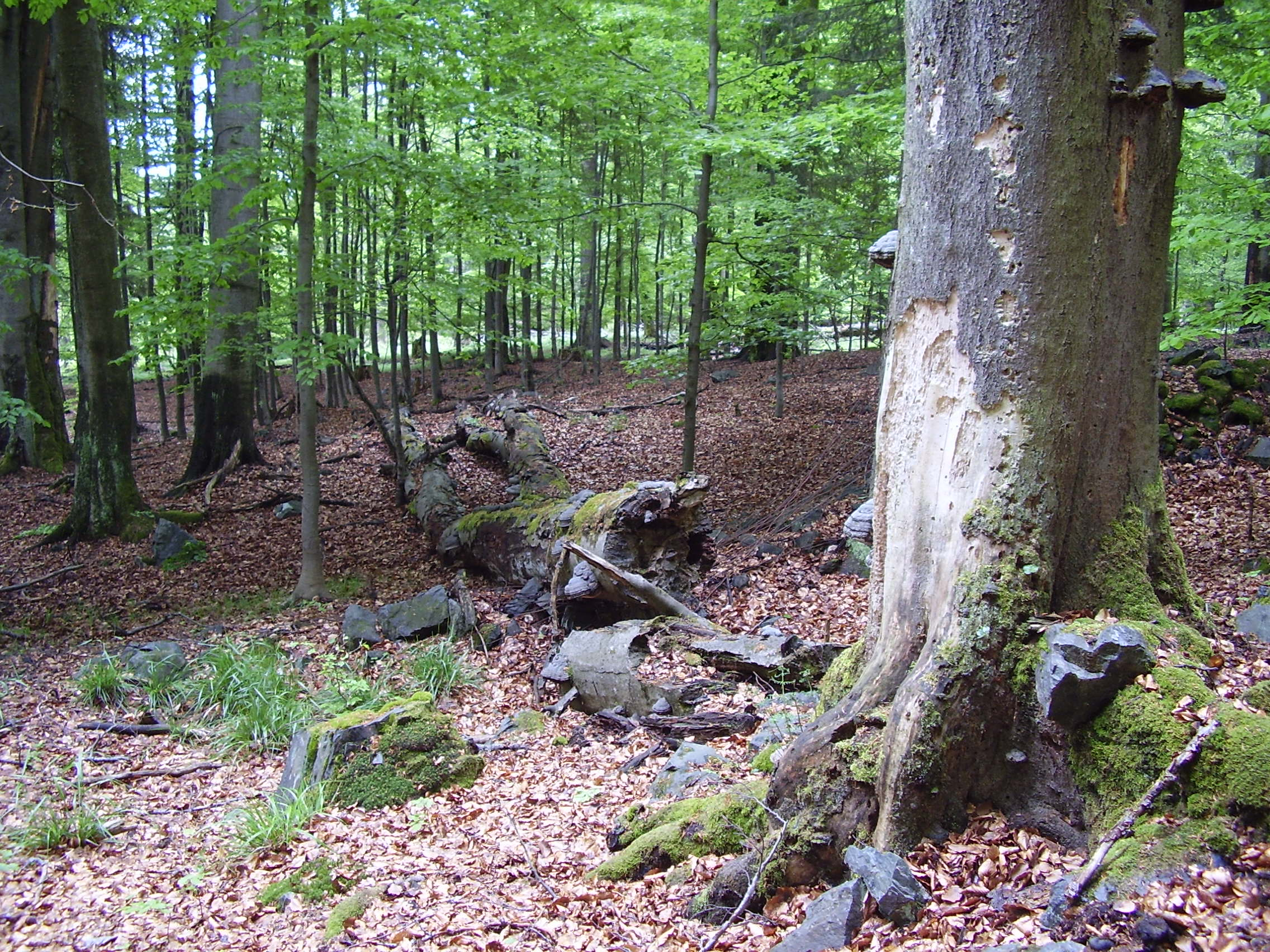
Omlazující bučina

### Podnebí
Podnebí je zde mírně chladné a vlhké. Podle údajů meteorologické stanice ve městě Rožmitál pod Třemšínem, je průměrná roční teplota za období od roku 1931 do roku 1990 činí 6,77 °C.
Průměrná roční teplota na území přírodní rezervace činí 5,57 °C. Přibližná délka vegetačního období ve sledované lokalitě je 130 dní v roce. Průměrné roční srážky, zjištěné srážkoměrnou stanicí u obce Míšov, činí 727 mm za rok. Nepříznivým klimatickým jevem je tvoření námraz, které způsobují vrcholové zlomy především u smrku. Dalším klimatickým jevem způsobujícím poškození nebo rozvrácení lesních porostů je vítr.

### Flóra
V přírodní rezervaci jsou dominantní bukové porosty s bukem lesním (Fagus sylvatica). Následně je ve větší míře zastoupen smrk ztepilý (Picea abies), douglaska tisolistá (Pseudotsuga menziesii), jedle bělokorá (Abies alba), javor klen (Acer pseudoplatanus) a pionýrské nálety: bříza bělokorá (Betula pendula) a jeřáb ptačí (Sorbus aucuparia). Na habitech stromů roste dvouhroteček různotvárný (Dicranella heteromalla), terčovka bublinatá (Hypogymnia physodes) a terčovník zední (Xanthoria parietina). Horní úroveň lesa tvoří 255 let starý porost dřevin, které se v dnešní době nacházejí ve stádiu rozpadu. Častými projevy jsou vývraty a zlomy. Přirozená obnova lesa dnes probíhá ve světlinách, které vznikly odumíráním solitérních stromů horní úrovně. Bylinné patro se nachází jen v místech světlin a na prameništích. Vyskytují se zde byliny jako měsíčnice vytrvalá (Lunaria rediviva), samorostlík klasnatý (Actaea spicata), vraní oko čtyřlisté (Paris quadrofolia) a kozlík dvoudomý (Valeriana dioica).

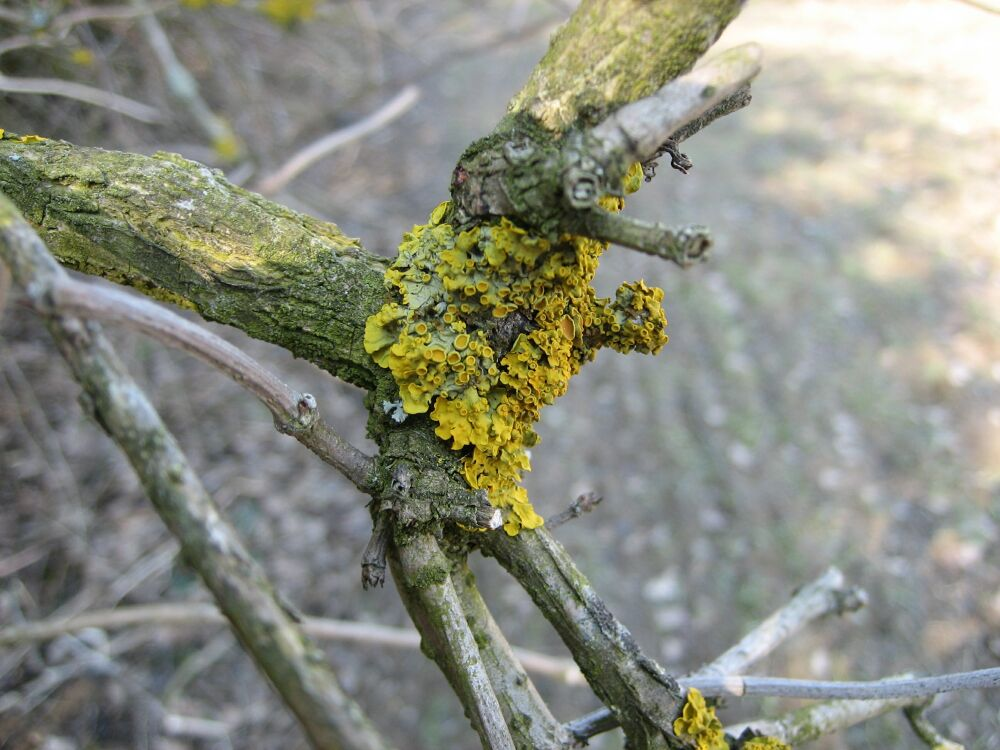
Terčovník zední

### Fauna
Na území přírodní rezervace se také nachází velké množství druhů lesní zvěře, ptáků a bezobratlých. Vyskytuje se zde například: jelen evropský (Cervus elaphus), srnec obecný (Capreolus capreolus), liška obecná (Vulpes vulpes), kuna lesní (Martes martes), rys ostrovid (Lynx lynx), veverka obecná (Sciurus vulgaris), prase divoké (Sus scrofa), ježek západní (Erinaceus europaeus), kalous ušatý (Asio otus), puštík obecný (Strix aluco). Hojně se zde vyskytuje mravenec lesní (Formica sp.), pak výr velký (Bubo bubo), jestřáb lesní (Accipiter gentilis) a káně lesní (Buteo buteo).

### Houby
Závojenka olovová (Entoloma sinuatum), penízovka vřetenonohá (Collybia fusipes), špička cibulová (Marasmius alliaceus), hnojník strakatý (Coprinus picaceus), holubinka žlučová (Russula fellea), holubinka namodralá (Russula cyanoxantha), ryzec peprný (Lactarius piperatus).

## Ochrana
Management a ochrana lesa se v rezervaci prakticky neodlišují od postupů v běžném hospodářském lese, pouze používání chemických prostředků je zakázáno dle § 29 zák. 114/92 Sb. Převážnou část způsobených škod na území přírodní rezervace činí jelení a srnčí zvěř. V posledních letech však došlo ke snížení stavů zvěře. Rovnovážný stav lesní zvěře znamená, že jej příroda v zimě uživí bez přikrmování, kdy úspěšně odrůstá přirozené zmlazení dřevin. Kultury dřevin se chrání oplocením a nátěry. V roce 2002 se prováděla na území přírodní rezervace umělá obnova lesa, kdy se vysazovaly jedle bělokoré. Na území přírodní rezervace se pak jednou ročně provádí ochrana proti buřeni (zarůstající podrost, například ostružina) ožínáním (odstraněním) v pruzích až do zajištění kultury stromů.

## Galerie

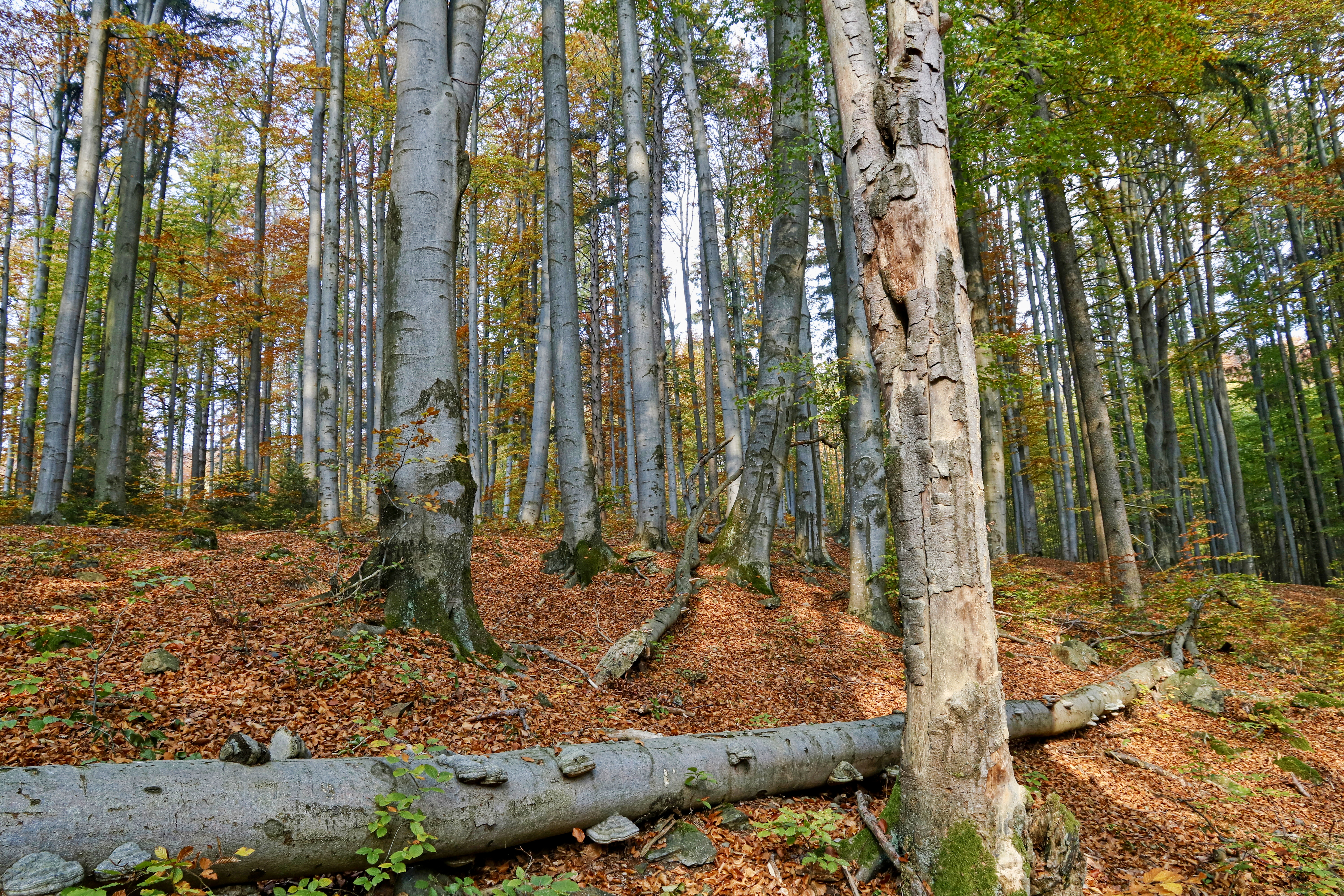
Chynínské buky na podzim
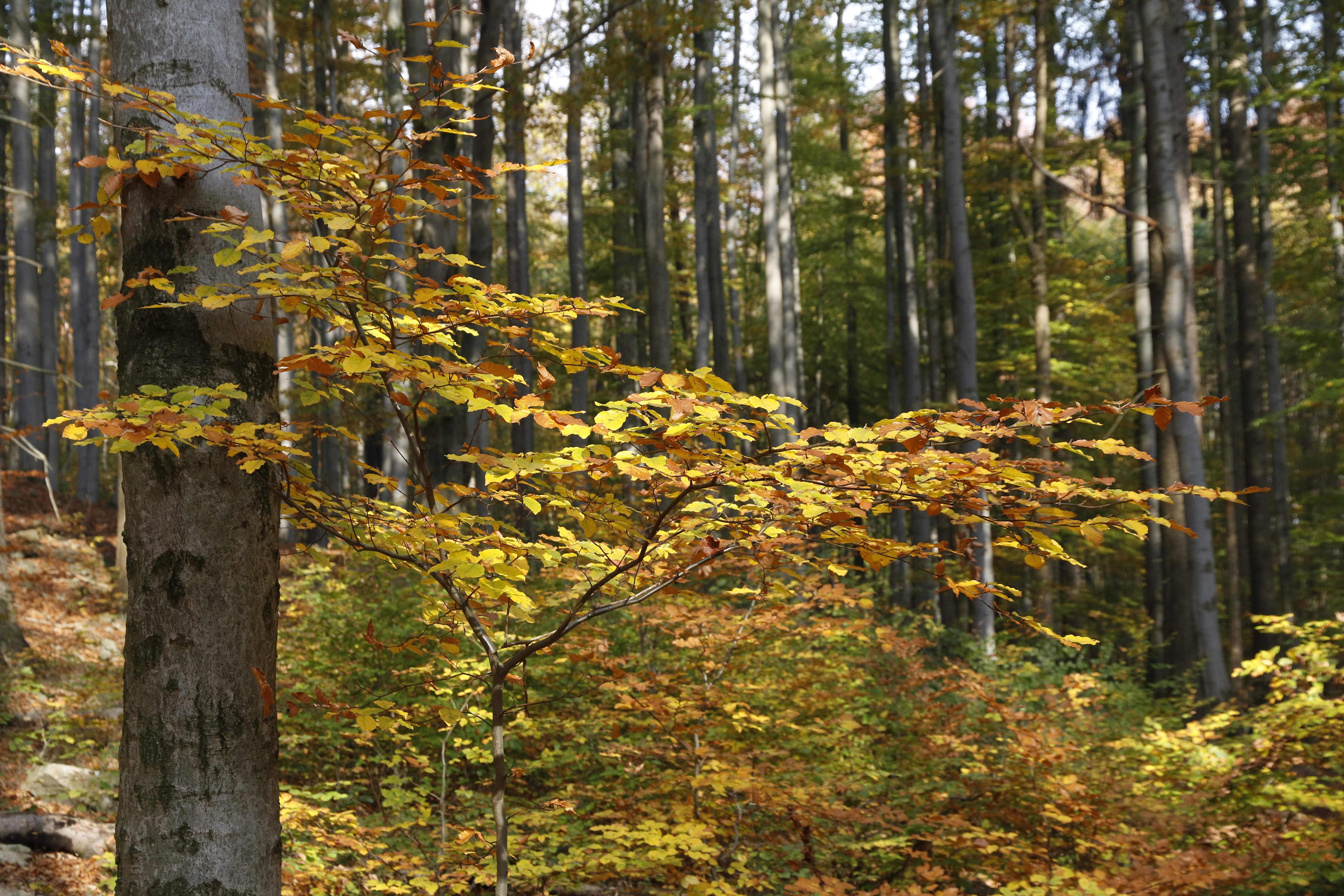
Podzimní listí
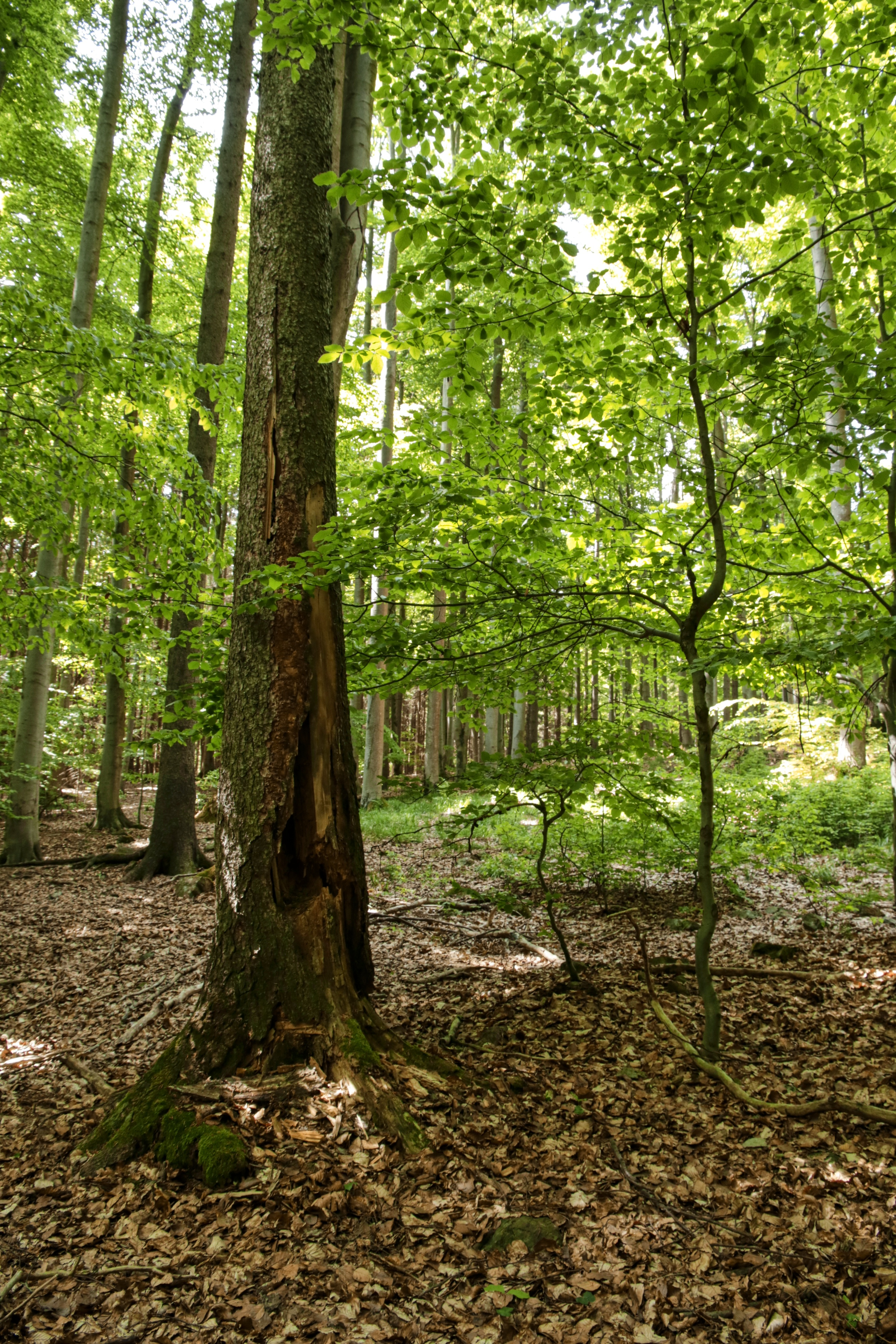
Starý kmen versus nový, mladý